# اقلیت قابل مشاهده
اقلیت قابل مشاهده (انگلیسی: Visible minority) توسط دولت کانادا به عنوان افراد، «غیر از مردم بومی، که نژاد غیر قفقازی یا غیر سفید رنگ هستند» تعریف شده‌است. این اصطلاح عمدتاً به عنوان یک دسته جمعیتی توسط اداره آمار کانادا در ارتباط با سیاست‌های عدالت استخدامی آن کشور استفاده می‌شود. واجد شرایط «مشاهده» توسط مقامات کانادایی به عنوان راهی برای جدا کردن اقلیت‌های مهاجر جدیدتر از بومیان کانادایی و دیگر اقلیت‌های «قدیمی‌تر» که بر اساس زبان‌های کانادا قابل تشخیص هستند (فرانسوی در مقابل انگلیسی کانادایی) و دین در کانادا (کاتولیک در مقابل پروتستان)، که صفات «ناپیدا» هستند.